# Comic Con Experience
Comic Con Experience (znany również jako CCXP) to brazylijski festiwal rozrywki prezentujący komiksy, seriale telewizyjne, filmy, gry wideo i literaturę. Pierwsza edycja odbyła się w grudniu 2014 r. w São Paulo i została zorganizowana przez portal Omelete, sklep kolekcjonerski Piziitoys i agencję artystów Chiaroscuro. Odwiedziło ją około 100 tysięcy osób i zaangażowało 80 firm. Wśród zaproszonych gości znaleźli się aktorzy Jason Momoa oraz Sean Astin.